# Амелия Орлеанская
Мария Амелия Луиза Елена (фр. Marie Amélie, порт. Maria Amélia; 28 сентября 1865 года, Твикнем — 25 октября 1951 года, Ле-Шене) — принцесса Орлеанская, жена короля Португалии Карлуша I.

## Биография

### Семья
Старшая дочь Луи-Филиппа, графа Парижского и его жены Марии Изабеллы Орлеанской. Родилась в Великобритании, где её семья находилась в ссылке после французской революции. Они смогли вернуться во Францию лишь в 1871 году.
22 мая 1886 года Амелия вышла замуж за португальского принца Карлуша, с которым они родились в один день — 28 сентября. Карлуш был старшим сыном короля Португалии Луиша I и наследником трона. У супругов было трое детей:
- Луиш Филипе (1887—1908), герцог Браганса,
- Мария Анна (1887),
- Мануэл II (1889—1932).

### Правление
В октябре 1889 года Карлуш сменил на троне отца и вместе с ним Амелия стала королевой Португалии. Она играла важную социальную и культурную роль в стране. В 1892 году она основала «Институт помощи потерпевшим кораблекрушение», в 1905 — «Музей королевских карет» (в настоящее время Национальный музей карет). Особенно важным было создание «Национальной помощи больным туберкулезом» для борьбы против распространенной в то время болезни .
На рубеже веков политическая ситуация в стране была нестабильной. Король не пользовался уважением, будучи уличён в финансовых махинациях. В королевской семье нарастало соперничество между династиями Браганса и Саксен-Кобург-Гота. Движения республиканцев и анархистов находили все больше отклика среди народа.
1 февраля 1908 года, когда Амелия с мужем и двумя сыновьями возвращались с отдыха во Франции в Лиссабон, два террориста-республиканца открыли огонь по их открытому экипажу. Король был убит на месте, престолонаследник Луиш Филипе умер через 20 минут. Амелия Орлеанская сумела спасти своего раненного младшего сына Мануэла (1889—1932), громко крича и отбиваясь от нападавших большим букетом цветов. Мануэл и стал следующим королём.
После трагедии королева удалилась во дворец Пена в Синтре, откуда выходила только чтобы поддержать сына Мануэла II. Революционное движение набирало силу, в конечном счёте 5 октября 1910 года Португалия была провозглашена республикой.

### Последние годы
Королевская семья покинула Португалию. Амелия была принята у своего брата Филиппа, герцога Орлеанского, в Великобритании. После свадьбы Мануэла с принцессой Августой Викторией Гогенцоллерн бывшая королева отправилась во Францию, где остановилась во дворце Бельвю, около Версаля.
В 1932 году Амелия перенесла ещё одну тяжелую утрату — смерть сына Мануэла. Таким образом она стала последней представительницей португальской ветви Саксен-Кобургской династии. Во время Второй мировой войны правительство Салазара предложило Амелии политическое убежище, но она предпочла остаться во Франции. После окончания войны она нанесла визит в Португалию. В 1945 году королева стала крестной дона Дуарте, нынешнего герцога Браганса, укрепив таким образом примирение двух ветвей королевской семьи.
Королева Амелия скончалась во Франции, в своем дворце Бельвю. Её прах был захоронен рядом с останками её мужа и сына в мавзолее церкви Сан-Висенте-де-Фора в Лиссабоне. Она осталась последней королевой Португалии, так как монархия не была восстановлена.

## Награды
- В 1892 году Амелия получила от папы римского Льва XIII почётную награду — Золотую розу.
- В царствование российского императора Николая II пожалована большим крестом ордена Святой Екатерины[3].